# Qilianblåstjärt
Qilianblåstjärt (Tarsiger albocoeruleus) är en fågel i familjen flugsnappare inom ordningen tättingar.

## Utbredning och systematik
Qilianblåstjärten förekommer enbart i nordcentrala Kina, i nordöstra Qinghai, norra Gansu, Shanxi och Beijing. Den behandlas som monotypisk, det vill säga att den inte delas in i några underarter. Tidigare kategoriserades den som underart till tajgablåstjärt (Tarsiger cyanurus), men urskildes 2024 som egen art baserat på studier som visar på skillnader i genetik, sång och morfologi.

## Status
IUCN erkänner den inte som art, varför den inte placeras i någon hotkategori. 